# Vodeane, Kompaniivka
Vodeane (în ucraineană Водяне) este localitatea de reședință a comunei Vodeane din raionul Kompaniivka, regiunea Kirovohrad, Ucraina.

## Demografie
Componența lingvistică a localității Vodeane
     Ucraineană (96,57%)
     Rusă (2%)
     Română (1,43%)
Conform recensământului din 2001, majoritatea populației localității Vodeane era vorbitoare de ucraineană (96,57%), existând în minoritate și vorbitori de rusă (2%) și română (1,43%).